# Habitat I
Habitat I est la première Conférence des Nations unies sur les Établissements Humains, elle s'est déroulée à Vancouver au Canada, du 31 mai au 11 juin 1976. Elle a été convoquée par l'Organisation des Nations unies alors que les gouvernements ont commencé à reconnaître l'ampleur et les conséquences de l'urbanisation rapide.

## Contexte
Le 16 décembre 1976, l'Assemblée générale des Nations unies a adopté la résolution 31/109, prenant note du rapport de la conférence, la Déclaration de Vancouver sur les Établissements Humains, qui a réalisé un plan d'action avec 64 recommandations d'actions nationales. Un autre résultat de la conférence est qu'en 1977, la résolution de l'Assemblée Générale 36/162 crée le Centre des Nations unies pour les Établissements Humains - le CNUEH (Habitat). Il a désigné la Commission des Établissements Humains, une commission technique du Conseil Économique et Social (ECOSOC), en tant que conseil d'administration.
Lors de cette conférence, il est unanimement reconnu que les conditions de l’habitat influent directement sur le développement humain, social et économique, et qu’un développement urbain incontrôlé peut avoir un impact néfaste sur l’environnement.
Habitat II s'est tenue à Istanbul, en Turquie, du 3 au 14 juin 1996.
Habitat III permettra de répondre à Quito, en Équateur, du 17 au 20 octobre 2016.

## La Déclaration de Vancouver
La Déclaration de Vancouver commence par un préambule indiquant que « les conditions inacceptables des établissements humains sont susceptibles d'être aggravées par la croissance économique inéquitable et l'urbanisation incontrôlée, à moins que des mesures positives et concrètes soient prises aux niveaux national et international ». La première action est d'adopter des « règles politiques et des stratégies de planification spatiale courageuses, utiles et efficaces (...) compte tenu des établissements humains comme un instrument et un objet de développement ». Parmi les Principes généraux, la Conférence a préconisé l'amélioration de la qualité de vie grâce à une répartition plus équitable des avantages en matière de développement, une planification et une régulation de l'utilisation des terres, la protection de l'environnement, l'intégration des femmes et des jeunes, et la réhabilitation des personnes déplacées par des catastrophes liées aux activités humaines.
Dans les lignes directrices pour l'action, les différents éléments d'une politique sur les établissements sont définis. L'accent est mis sur l'intégration harmonieuse, la réduction des disparités entre les zones rurales et urbaines, une urbanisation bien ordonnée, des normes minimales progressives et la participation de la communauté.
La Déclaration stipule que « bénéficier d'un logement adéquat et de services [de base (eau, sanitaire, déchets)] est un droit fondamental de l'homme » et que « les gouvernements devraient aider les autorités locales à participer à une plus grande extension dans le développement national ». La Déclaration insiste sur le fait que « l'utilisation et la tenure des terres devraient être soumises à un contrôle public ».

## Le plan d'action de Vancouver
Les résultats fondamentaux de la première Conférence sur l'Habitat sont une série de 64 recommandations pour l'action nationale et un "Plan d'Action" de 44 pages. Ces recommandations sont organisées en cinq sections. La Section A (politiques d'établissements et stratégies), Section B (planification des établissements), Section C (logement, infrastructure et services), la Section D (les terres) et Section  E (Participation du Public).

## Participants
- Margaret Mead
- Paolo Soleri
- Richard Buckminster Fuller
- Mère Teresa